# خومه الیاس
خومه الیاس (انگلیسی: Jaume Elías; ۶ نوامبر ۱۹۱۹ – ۱۸ سپتامبر ۱۹۷۷) بازیکن فوتبال اهل اسپانیا بود که بین سالهای ۱۹۴۳ تا ۱۹۴۹ در باشگاه فوتبال بارسلونا بازی می‌کرد. در طول زندگی حرفه‌ای او همچنین از ۱۹۴۰ تا ۱۹۴۳ در باشگاه فوتبال اسپانیول بازی کرد.
وی همچنین در تیم ملی فوتبال کاتالونیا بازی کرده‌است.